# Dopplerradar

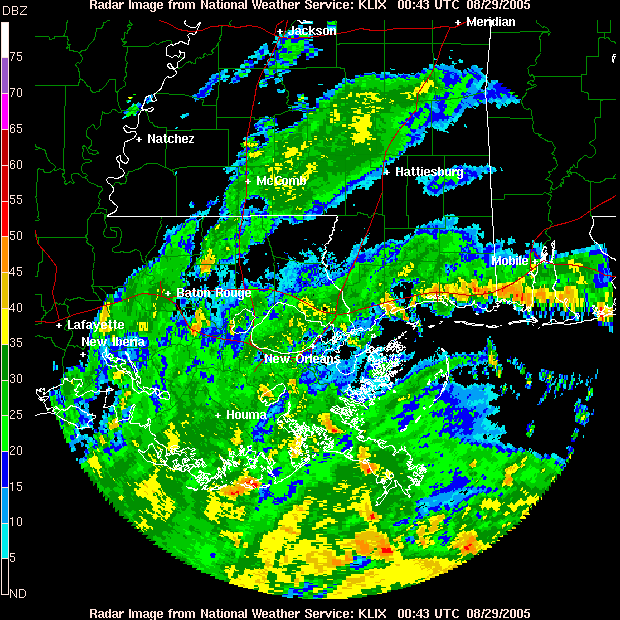
Orkanen Katrinas dopplerradarbild 29 augusti 2005 kl.04.03.

Dopplerradar är en radartyp som utnyttjar dopplereffekten. Det gör den för att beräkna den relativa hastigheten mellan föremålet och mätpunkten, det vill något förenklat säga avgöra om ett radareko kommer från ett föremål som rör sig mot eller bort från radarn. Vid avläsning bortsorteras markekon och annat som man inte önskar iaktta. Oftast är det inte frekvensen som radarstationen använder för att sortera dopplereko utan den läser av fasvinkeln för att se om den är förskjuten, vilket är enklare att åstadkomma rent tekniskt.
Vanliga tillämpningar är väderradar och polisens radar för hastighetskontroll. 
Med baninmätningssystem som utnyttjar dopplereffekten (Dopplersystem) kan farkosters hastighet relativt en eller flera fasta punkter bestämmas.